# Jere Macura
Jere Macura (Split, 7. siječnja 1980.) je hrvatski profesionalni košarkaš. Igra na poziciji krilnog centra, a trenutačno je član košarkaškog kluba Split CO. 
Zovu ga nebeski letač jer je poznat po izvrsnim zakucavanjima što je dokazao i osvajanjem titule najboljeg zakucavača na dva All-Star susreta.

## Karijera
Prve je košarkaške korake napravio u Splitu, no nije se uspio probiti u prvu momčad, te je otišao u SAD, na sveučilište Notre Dame. Na sveučilištu je proveo 4 sezone i vraća se u Split, no ubrzo odlazi u Zagorje Tehnobeton. Tamo provodi jednu sezoni i odlazi u belgijski SK Bruxelles. U Belgiji provodi samo jednu sezonu te se vraća u Hrvatsku. Potpisuje za Kvarner Novi Resort, gdje također ostaje samo jednu sezonu. U sezoni 2007./2008. prelazi u redove Zadra. 25. srpnja 2009. nakon tri odigrane sezone u Zadru, Macura je dobio raskid ugovora i postao slobodan igrač. Prve sezone u dresu Zadra prosječno je igrao 13:21 minuta uz pet poena po susretu i 3.3 skoka, dok je u drugoj zadarskoj sezoni na parketu provodio prosječno 11 min. uz 4.6 poena i 2.6 skokova. 22. rujna 2009. potpisao je ugovor s košarkaškim klubom Split Croatia osiguranje.

## Vanjske poveznice
- Profil na NLB.com
- Profil  Arhivirana inačica izvorne stranice od 8. prosinca 2008. (Wayback Machine) na sveučilištu Notre Dame